# Евгений (Каравиас)
Митрополи́т Евге́ний (греч. Μητροπολίτης Ευγένιος, в миру Эфста́тиос Карави́ас; греч. Ευστάθιος Καραβίας; 27 января 1752, Итака — 10 апреля 1821, Константинополь) — епископ Константинопольской православной церкви, митрополит города Анхиалос, священномученик.

## Биография
Родился 27 января 1752 года на контролируемом тогда венецианцами острове Итака. Окончил школу на островах Кефалиния и Итака, после чего уехал в османские пределы в город Смирна, чтобы поступить в Евангелическое училище Смирны. В Смирне он был рукоположен в священники.
В 1808 году был избран митрополитом города Филиппополь. В 1813 году был переведен в митрополию причерноморского города Анхиалос, который в те годы всё ещё сохранял значительную часть своего коренного, греческого, населения.
В 1816—1818 годах Каравиас был членом Синода в Константинополе. Здесь его посвятил в тайное революционное общество Филики Этерия его родственник, Василис Каравиас.
Начало Греческой революции 1821 года застало митрополита Евгения в Анхиалос. Митрополит Анхиалоса был одним из немногих священников отказавшихся подписаться под провозглашённой Вселенским патриархатом анафемой революции и Александра Ипсиланти и зачитать анафему публично, когда этого потребовали турки. Был арестован османскими властями и заключён в тюрьму в Константинополе.
Митрополит отказался отвечать на вопросы допрашивавших его турок со словами: «Не отвечаю варвару, чтобы спасти свою жизнь. Пусть оставит меня в покое».
В день празднования Воскресения, 10 апреля 1821 года, был повешен на центральных воротах Константинопольской патриархии вместе с патриархом Григорием и митрополитами Эфесским Дионисием и Никомидийским Афанасием.